# Gerberga (frankisk drottning)
Gerberga, född okänt år, död okänt år, var en drottning av Franken; gift med Karloman I.
Gerberga var från Franken men hennes bakgrund och familj är okänd. Hon har ibland förväxlats med sin svägerska Desiderata av Lombardiet. 
Då hennes make 771 avled förväntade hon sig att hans plats som Karl den stores samregent skulle ärvas av hennes omyndiga söner, kanske som henne själv som regent. I stället drog svågern in sin brors förläningar, och Gerberga tog sin tillflykt till Desiderius av Lombardiet med sin söner och rådgivare Autchar. Hon fick stöd av Desideratus, som inför påven Hadrianus I hävdade hennes söners rätt till den frankiska tronen efter sin far. 
Karl den store anföll 773 Lombardiet och erövrade det. Gerberga, hennes söner, Desideratus son Adalgis och hennes rådgivare Autchar tillfångatogs i Verona och fördes till Karl. Det är inte känt vad som hände dem. En del historiker bedömer det som troligt att de stängdes in i kloster. 